# Canton de Valence-d'Albigeois
Le canton de Valence-d'Albigeois est une ancienne division administrative française, située dans le département du Tarn en région Midi-Pyrénées.

## Géographie
Ce canton était organisé autour de Valence-d'Albigeois dans l'arrondissement d'Albi. Son altitude variait de 180 m pour Saint-Cirgue à 602 m pour Lacapelle-Pinet, avec une moyenne de 459 m.

## Histoire
- De 1833 à 1848, les cantons de Valence et de Valderiès avaient le même conseiller général. Le nombre de conseillers généraux était limité à 30 par département[1].

- Le canton est supprimé par le décret du 17 février 2014 qui entre en vigueur lors des élections départementales de mars 2015[2]. Il est englobé dans le canton de Carmaux-1 Le Ségala.

## Administration

### Conseillers généraux de 1833 à 2015
| Période | Période           | Identité                                 | Étiquette          | Qualité |
| ------- | ----------------- | ---------------------------------------- | ------------------ | --- |
| 1833    | 1848              | Louis Calmès (1778-1856)                 |                    | Avocat, conseiller à la Cour d'appel de Toulouse |
| 1848    | 1850 (annulation) | Antoine Gisclard                         |                    | Médecin, directeur des Postes à Valence |
| 1850    | 1864              | Zéphirin Calmès (frère de Louis Calmès)  |                    | Géomètre, notaire, maire de Valence, conseiller d'arrondissement |
| 1864    | 1865 (annulation) | Paul Bermond                             |                    | Avocat, maire d'Albi |
| 1865    | 1866              | Zéphirin Calmès                          |                    | Géomètre, maire de Valence |
| 1866    | 1867 (décès)      | Paul Bermond                             |                    | Avocat, maire d'Albi |
| 1867    | 1869 (décès)      | Adolphe Calmès (fils de Zéphyrin Calmès) |                    | Notaire |
| 1869    | 1871              | Benjamin Chatard                         | Républicain        | Négociant, maire de Valence (1892-1893) |
| 1871    | 1883              | Dieudonné Calmès                         | Droite             | Notaire, maire de Valence (1870-1874 et 1882-1892) |
| 1883    | 1889              | Benjamin Chatard                         | Républicain        | Notaire, maire de Valence (1855-1870 et 1874-1882) |
| 1889    | 1901              | Henri Revellat                           | Républicain rallié | Propriétaire au Puech Maire de Lédas-et-Penthiès (1871-1902) |
| 1895    | 1913              | Amans Chatard                            | Rad.               | Notaire, Maire de Valence (1896-1907) |
| 1913    | 1919              | Germain Mathieu                          | Républicain        | Huissier, maire de Valence (1911-1919) |
| 1919    | 1923 (décès)      | Georges Chatard                          | Rad.               | Docteur en médecine, Juge de paix, Maire de Valence |
| 1923    | 1930 (décès)      | Charles Cannac                           | SFIO               | Greffier de paix Maire de Valence (1925-1930), conseiller d'arrondissement |
| 1930    | 1937              | Joseph Paul-Boncour                      | PRS                | Avocat Député de Loir-et-Cher (1909-1914) Député de la Seine (1919-1924) Député du Tarn (1924-1931) Sénateur de Loir-et-Cher (1933-1941) Délégué permanent de la France à la SDN Président du Conseil (1932-1933) Ministre (1911 et 1932-1938) |
| 1937    | 1940              | Marcel Sonilhac                          | PRS                | Greffier de paix Maire de Valence, conseiller d'arrondissement |
|         |                   |                                          |                    | |
| 1942    | 1945              | Élie Villeneuve (1908-2002)              |                    | Cultivateur Maire de Cadix Nommé conseillr départemental en 1942 |
|         |                   |                                          |                    | |
| 1945    | 1951              | Louis Fournier                           | SFIO               | Artisan Maire de Valence (1945-1947) |
| 1951    | 1976              | Pierre-Noël Cuq                          | SFIO puis PS       | Agriculteur Maire de Lacapelle-Pinet (1945-1989) |
| 1976    | 1982              | Pierre Nespoulous                        | UDF-CDS            | Professeur d'université Maire de Valence-d'Albigeois (1971-1983) Elu en 1985 dans le canton d'Albi-Centre |
| 1982    | 2001              | Pierre Bernard                           | PS puis DVG        | Médecin Maire de Trébas (1970-2001) Député (1980-1993) |
| 2001    | 2015              | André Maillé                             | UDF puis UMP       | Agriculteur - Maire de Le Dourn jusqu'en 2014 |

### Conseillers d'arrondissement (de 1833 à 1940)
| Période                                  | Période | Identité            | Étiquette      | Qualité |
| ---------------------------------------- | ------- | ------------------- | -------------- | --- |
| 1833                                     | 1836    | Jean Pierre Tarroux |                | Procureur du Roi à Albi                                                                                     |
| 1836                                     | 1850    | Zéphirin Calmès     |                | Géomètre et notaire, maire de Valence (1832-1850)                                                           |
|                                          |         |                     |                | |
| 1852                                     |         | Henri Chatard       |                | Médecin à Valence                                                                                           |
|                                          |         |                     |                | |
| 1910                                     | 1923    | Charles Cannac      | SFIO           | Greffier de paix et propriétaire d'un débit de boissons à Valence-d'Albigeois                               |
|                                          |         |                     |                | |
| 1928                                     | 1934    | M. Couderc          | SFIO puis PSdF | |
| 1934                                     | 1937    | Marcel Sonilhac     | PRS            | Greffier de paix Maire de Valence                                                                           |
| 1937                                     | 1940    | Élie Cluzel         | USR            | Agriculteur à Faussergues                                                                                   |
| 1940                                     |         |                     |                | Les conseils d'arrondissement ont été suspendus par la loi du 12 octobre 1940 et n'ont jamais été réactivés |
| Les données manquantes sont à compléter. |         |                     |                | |

## Composition
Le canton de Valence-d'Albigeois comprenait quatorze communes et comptait 3 491 habitants, selon la population municipale au 1er janvier 2012.
| Nom                  | Code Insee | Intercommunalité | Superficie (km2) | Population (dernière pop. légale) | Densité (hab./km2) |
| -------------------- | ---------- | ---------------- | ---------------- | --------------------------------- | ------------------ |
| Assac                | 81019      | CC Val 81        | 15,06            | 148 (2014)                        | 9,8                |
| Cadix                | 81047      | CC Val 81        | 18,13            | 230 (2014)                        | 13                 |
| Courris              | 81071      | CC Val 81        | 9,42             | 86 (2014)                         | 9,1                |
| Le Dourn             | 81082      | CC Val 81        | 9,32             | 127 (2014)                        | 14                 |
| Faussergues          | 81089      | CC Val 81        | 14,84            | 148 (2013)                        | 10                 |
| Fraissines           | 81094      | CC Val 81        | 6,34             | 91 (2014)                         | 14                 |
| Lacapelle-Pinet      | 81122      | CC Val 81        | 8,15             | 72 (2014)                         | 8,8                |
| Lédas-et-Penthiès    | 81141      | CC Val 81        | 12,53            | 149 (2014)                        | 12                 |
| Padiès               | 81199      | CC Val 81        | 14,69            | 194 (2014)                        | 13                 |
| Saint-Cirgue         | 81247      | CC Val 81        | 18,70            | 203 (2014)                        | 11                 |
| Saint-Julien-Gaulène | 81259      | CC Val 81        | 11,84            | 213 (2014)                        | 18                 |
| Saint-Michel-Labadié | 81264      | CC Val 81        | 9,78             | 94 (2014)                         | 9,6                |
| Trébas               | 81303      | CC Val 81        | 5,67             | 415 (2014)                        | 73                 |
| Valence-d'Albigeois  | 81308      | CC Val 81        | 20,47            | 1 304 (2014)                      | 64                 |

## Démographie
| 1962  | 1968  | 1975  | 1982  | 1990  | 1999  | 2006  | 2012  |
| ----- | ----- | ----- | ----- | ----- | ----- | ----- | ----- |
| 3 744 | 4 090 | 3 612 | 3 585 | 3 372 | 3 230 | 3 393 | 3 491 |